# Volební výsledky Strany svobodných občanů
Strana svobodných občanů se účastní pravidelně voleb od roku 2009.

## Evropské volby 2009
|               | Hlavní město Praha | Středočeský kraj | Jihočeský kraj | Plzeňský kraj | Karlovarský kraj | Ústecký kraj | Liberecký kraj | Královéhradecký kraj | Pardubický kraj | Kraj Vysočina | Jihomoravský kraj | Olomoucký kraj | Zlínský kraj | Moravskoslezský kraj | celkem |
| ------------- | ------------------ | ---------------- | -------------- | ------------- | ---------------- | ------------ | -------------- | -------------------- | --------------- | ------------- | ----------------- | -------------- | ------------ | -------------------- | ------ |
| Počet hlasů   | 6 371              | 3 631            | 1 771          | 1 307         | 695              | 1 968        | 1 305          | 1 853                | 1 525           | 1 299         | 3 002             | 1 464          | 1 469        | 2 186                | 29 846 |
| Hlasy v %     | 1,87 %             | 1,27 %           | 1,25 %         | 1,02 %        | 1,31 %           | 1,32 %       | 1,40 %         | 1,42 %               | 1,28 %          | 1,09 %        | 1,11 %            | 1,04 %         | 1,09 %       | 0,84 %               | 1,26 % |
| Počet mandátů | -                  | -                | -              | -             | -                | -            | -              | -                    | -               | -             | -                 | -              | -            | -                    | 0      |

## Volby do Poslanecké sněmovny 2010
|                                        | Hlavní město Praha | Středočeský kraj | Jihočeský kraj | Plzeňský kraj | Karlovarský kraj | Ústecký kraj | Liberecký kraj | Královéhradecký kraj | Pardubický kraj | Kraj Vysočina | Jihomoravský kraj | Olomoucký kraj | Zlínský kraj | Moravskoslezský kraj | celkem   |
| -------------------------------------- | ------------------ | ---------------- | -------------- | ------------- | ---------------- | ------------ | -------------- | -------------------- | --------------- | ------------- | ----------------- | -------------- | ------------ | -------------------- | -------- |
| Počet hlasů                            | 6 409              | 5 420            | 3 213          | 1 641         | 1 239            | 3 432        | 1 460          | 2 634                | 2 163           | 2 248         | 3 499             | 1 811          | 1 441        | 2 284                | 38 894   |
| Hlasy v %                              | 1,00 %             | 0,86 %           | 0,96 %         | 0,58 %        | 0,95 %           | 0,93 %       | 0,68 %         | 0,91 %               | 0,80 %          | 0,82 %        | 0,58 %            | 0,56 %         | 0,46 %       | 0,39 %               | 0,74 %   |
| Počet mandátů                          | -                  | -                | -              | -             | -                | -            | -              | -                    | -               | -             | -                 | -              | -            | -                    | 0        |
| Rozdíl počtu hlasů oproti volbám do EP | ▲38                | ▲1789            | ▲1442          | ▲334          | ▲544             | ▲1464        | ▲155           | ▲781                 | ▲638            | ▲949          | ▲497              | ▲342           | ▼-28         | ▲92                  | ▲9048    |
| Rozdíl % hlasů oproti volbám do EP     | ▼-0,87 %           | ▼-0,41 %         | ▼-0,29 %       | ▼-0,44 %      | ▼-0,36 %         | ▼-0,39 %     | ▼-0,72 %       | ▼-0,51 %             | ▼-0,48 %        | ▼-0,27 %      | ▼-0,53 %          | ▼-0,48 %       | ▼-0,63 %     | ▼-0,45 %             | ▼-0,52 % |

## Volby do zastupitelstev krajů 2012
|                                        | Hlavní město Praha | Středočeský kraj | Jihočeský kraj | Plzeňský kraj | Karlovarský kraj | Ústecký kraj | Liberecký kraj | Královéhradecký kraj | Pardubický kraj | Kraj Vysočina | Jihomoravský kraj | Olomoucký kraj | Zlínský kraj | Moravskoslezský kraj | celkem  |
| -------------------------------------- | ------------------ | ---------------- | -------------- | ------------- | ---------------- | ------------ | -------------- | -------------------- | --------------- | ------------- | ----------------- | -------------- | ------------ | -------------------- | ------- |
| Počet hlasů                            | -                  | 8 236            | 3 722          | 2 116         | 1 766            | 3 317        | 1 027          | 2 935                | 2 371           | 2 107         | 4 702             | 2 646          | 2 170        | 2 041                | 39 156  |
| Hlasy v %                              | -                  | 2,35 %           | 1,93 %         | 1,26 %        | 2,44 %           | 1,55 %       | 0,79 %         | 1,79 %               | 1,52 %          | 1,28 %        | 1,35 %            | 1,49 %         | 1,16 %       | 0,63 %               | 1,48 %  |
| Počet mandátů                          | -                  | 0                | 0              | 0             | 0                | 0            | 0              | 0                    | 0               | 0             | 0                 | 0              | 0            | 0                    | -       |
| Rozdíl počtu hlasů oproti volbám do PS | -                  | ▲2816            | ▲509           | ▲475          | ▲527             | ▼-115        | ▼-433          | ▲1203                | ▲208            | ▼-141         | ▲497              | ▲835           | ▲729         | ▼-243                | ▲262    |
| Rozdíl % hlasů oproti volbám do PS     | -                  | ▲1,49 %          | ▲0,97 %        | ▲0,68 %       | ▲1,49 %          | ▲0,62 %      | ▲0,11 %        | ▲0,88 %              | ▲0,72 %         | ▲0,46 %       | ▲0,77 %           | ▲0,93 %        | ▲0,70 %      | ▲0,24 %              | ▲0,74 % |

## Volby do Poslanecké sněmovny 2013
|                                                               | Hlavní město Praha | Středočeský kraj | Jihočeský kraj | Plzeňský kraj | Karlovarský kraj | Ústecký kraj | Liberecký kraj | Královéhradecký kraj | Pardubický kraj | Kraj Vysočina | Jihomoravský kraj | Olomoucký kraj | Zlínský kraj | Moravskoslezský kraj | celkem  |
| ------------------------------------------------------------- | ------------------ | ---------------- | -------------- | ------------- | ---------------- | ------------ | -------------- | -------------------- | --------------- | ------------- | ----------------- | -------------- | ------------ | -------------------- | ------- |
| Počet hlasů                                                   | 21 915             | 16 880           | 7 229          | 5 970         | 2 393            | 7 418        | 4 899          | 7 303                | 5 962           | 5 332         | 14 868            | 5 910          | 7 035        | 9 450                | 122 564 |
| Hlasy v %                                                     | 3,73 %             | 2,69 %           | 2,32 %         | 2,26 %        | 1,95 %           | 2,19 %       | 2,41 %         | 2,66 %               | 2,33 %          | 2,03 %        | 2,59 %            | 1,93 %         | 2,38 %       | 1,71 %               | 2,46 %  |
| Počet mandátů                                                 | -                  | -                | -              | -             | -                | -            | -              | -                    | -               | -             | -                 | -              | -            | -                    | 0       |
| Rozdíl počtu hlasů oproti volbám do zastupitelstev krajů 2012 | -                  | ▲8644            | ▲3507          | ▲3854         | ▲627             | ▲4101        | ▲3872          | ▲4368                | ▲3591           | ▲3225         | ▲10166            | ▲3264          | ▲4865        | ▲7409                | ▲83408  |
| Rozdíl % hlasů oproti volbám do zastupitelstev krajů 2012     | -                  | ▲0,34 %          | ▲0,39 %        | ▲1,00 %       | ▲0,49 %          | ▲0,64 %      | ▲1,62 %        | ▲0,87 %              | ▲0,81 %         | ▲0,75 %       | ▲1,24 %           | ▲0,44 %        | ▲1,22 %      | ▲1,08 %              | ▲0,98 % |
| Rozdíl počtu hlasů oproti volbám do PS 2010                   | ▲15506             | ▲11460           | ▲4016          | ▲4329         | ▲1154            | ▲3986        | ▲3439          | ▲4669                | ▲3799           | ▲3084         | ▲11369            | ▲4099          | ▲5594        | ▲7166                | ▲83670  |
| Rozdíl % hlasů oproti volbám do PS 2010                       | ▲2,73 %            | ▲1,83 %          | ▲1,36 %        | ▲1,68 %       | ▲1,00 %          | ▲1,26 %      | ▲1,73 %        | ▲1,75 %              | ▲1,53 %         | ▲1,21 %       | ▲2,01 %           | ▲1,37 %        | ▲1,92 %      | ▲1,32 %              | ▲1,72 % |

### Volební preference od roku 2012
První výraznější úspěch v rámci předvolebních průzkumů zaznamenali Svobodní v březnu 2012, kdy tato strana v hypotetických volbách do Sněmovny v průzkumu agentury Factum Invenio dosáhla 3,6% podpory a přiblížila se tak 5% hranici uzavírací klausule potřebné pro získání mandátů ve Sněmovně.
| Datum průzkumu | Společnost     | Procenta | Mandáty |
| -------------- | -------------- | -------- | ------- |
| 31. 3. 2013    | Factum Invenio | 2,0%     | 0       |
| 16. 1. 2013    | Factum Invenio | 2,6 %    | 0       |
| 29. 12. 2012   | Median         | 2,0 %    | 0       |
| 11. 9. 2012    | SANEP          | 3,0 %    | 0       |
| 27. 7. 2012    | Factum Invenio | 3,4 %    | 0       |
| 28. 6. 2012    | Factum Invenio | 4,2 %    | 0       |
| 22. 6. 2012    | Median         | 2,5 %    | 0       |
| 13. 6. 2012    | SANEP          | 3,0 %    | 0       |
| 29. 5. 2012    | Factum Invenio | 3,7 %    | 0       |
| 22. 5. 2012    | Median         | 2,0 %    | 0       |
| 3. 5. 2012     | Factum Invenio | 3,1 %    | 0       |
| 24. 4. 2012    | Median         | 3,0 %    | 0       |
| 5. 4. 2012     | Factum Invenio | 3,1 %    | 0       |
| 8. 3. 2012     | Factum Invenio | 3,6 %    | 0       |

| Kraj                 | Volební potenciál Svobodných (říjen 2013) |
| -------------------- | ----------------------------------------- |
| Hlavní město Praha   | 5%                                        |
| Středočeský kraj     | 3,5%                                      |
| Jihočeský kraj       | 4%                                        |
| Plzeňský kraj        | -                                         |
| Karlovarský kraj     | 4,5%                                      |
| Ústecký kraj         | 4,5%                                      |
| Liberecký kraj       | 5%                                        |
| Královéhradecký kraj | 3,5%                                      |
| Pardubický kraj      | 4%                                        |
| Kraj Vysočina        | -                                         |
| Jihomoravský kraj    | -                                         |
| Olomoucký kraj       | 3%                                        |
| Moravskoslezský kraj | 4%                                        |
| Zlínský kraj         | 3%                                        |

| Kraj                 | Volební preference Svobodných 5. 9. 2013 | Volební preference Svobodných 30. 9. 2013 - 19. 10. 2013 | Volební potenciál Svobodných 30. 9. 2013 - 19. 10. 2013 |
| -------------------- | ---------------------------------------- | -------------------------------------------------------- | ------------------------------------------------------- |
| Hlavní město Praha   | 2,1%                                     | 2%                                                       | 3,5%                                                    |
| Středočeský kraj     | 2,3%                                     | 2,8%                                                     | 4%                                                      |
| Jihočeský kraj       | -                                        | 2,1%                                                     | 3,5%                                                    |
| Plzeňský kraj        | -                                        | >2%                                                      | -                                                       |
| Karlovarský kraj     | -                                        | 2,1%                                                     | 3%                                                      |
| Ústecký kraj         | 1,1%                                     | 2%                                                       | 3,5%                                                    |
| Liberecký kraj       | -                                        | 3,8%                                                     | 4,5%                                                    |
| Královéhradecký kraj | -                                        | >2%                                                      | -                                                       |
| Pardubický kraj      | -                                        | >2%                                                      | -                                                       |
| Kraj Vysočina        | -                                        | >2%                                                      | -                                                       |
| Jihomoravský kraj    | 1,1%                                     | 2%                                                       | 3%                                                      |
| Olomoucký kraj       | -                                        | >2%                                                      | -                                                       |
| Moravskoslezský kraj | 0,5%                                     | >2%                                                      | -                                                       |
| Zlínský kraj         | -                                        | >2%                                                      | -                                                       |